# خاندان اوساکی

نشان خاندان

خاندان اوساکی (به ژاپنی: 大崎氏おおさきし) یکی از خاندان‌های سامورایی در ولایت موتسو در شمال ژاپن بود. این خاندان بخشی از خاندان آشیکاگا بود.